# Obaga de Barrera
L'Obaga de Barrera és una obaga del terme municipal de Conca de Dalt, dins de l'antic terme de Claverol, al Pallars Jussà. Es troba en territori de l'antic enclavament dels Masos de Baiarri.
Està situada a la part central de l'enclavament, al vessant nord-oest del Cap de l'Alt de Baiarri, a migdia de la Roqueta. És al nord-oest de l'Obaga Fosca i a la dreta del barranc de les Llaus. La Pista vella de Baiarri discorre pel costat de migdia d'aquesta obaga.